# 89. Internationale Sechstagefahrt
Die 89. Internationale Sechstagefahrt war die Mannschaftsweltmeisterschaft im Endurosport und fand vom 3. bis 8. November 2014 im argentinischen San Juan sowie der Sierra del Tontal statt. Die Nationalmannschaft Frankreichs konnte zum insgesamt achten und gleichzeitig dritten Mal in Folge die World Trophy gewinnen. Die Junior World Trophy gewann zum dritten Mal die Nationalmannschaft der Vereinigten Staaten. Die Women’s World Trophy gewann zum zweiten Mal in Folge die Nationalmannschaft Australiens.

## Wettkampf

### Organisation
Die Veranstaltung fand zum ersten Mal in ihrer Geschichte in Argentinien statt.
Am Wettkampf nahmen zwölf Teams für die World Trophy, zehn für die Junior Trophy, drei für die Women’s Trophy und 77 Clubteams aus insgesamt 24 Nationen teil.
Deutschland nahm an der World Trophy und Junior Trophy sowie mit drei Clubmannschaften (davon eine gemischtnationale mit den Niederlanden) teil. Die Schweiz nahm mit einer binationalen (gemeinsam mit Spanien) Clubmannschaft teil. Fahrer aus Österreich waren nicht am Start.

### 1. Tag
Das Wetter war bedeckt, der Tag blieb jedoch niederschlagsfrei. Aufgewirbelter Staub auf der Strecke wurde durch starken Wind sogleich davongetragen, so dass sich Sichtbehinderungen in Grenzen hielten.
Nach dem ersten Fahrtag führte in der World-Trophy-Wertung das Team aus Frankreich vor den USA und Australien. Das deutsche Team lag auf dem 5. Platz.
In der Junior-Trophy-Wertung führte das australische Team vor Frankreich und Schweden. Das deutsche Team lag auf dem 6. Platz.
In der Women’s Trophy führte das australische Team vor den Mannschaften aus den USA und Kanada.
Die Clubwertung führte Wellard vor Beta USA und Go Fasters. Beste deutsche Clubmannschaft war das Team Germany 1/ADAC Westfalen auf dem 18. Platz. Die Mannschaft Germany 2 fiel bereits am ersten Tag komplett aus und wurde bis zum letzten Fahrtag auf dem 77. und damit letzten Platz geführt.

### 2. Tag
Die Etappe des zweiten Tages war identisch des Vortags. Die Temperaturen waren heißer und die Staubentwicklung größer.
Die World-Trophy-Wertung führte das Team aus Frankreich vor Australien und Spanien an. Das deutsche Team lag weiter auf dem 5. Platz.
In der Junior-Trophy-Wertung führte das australische Team vor den USA und Frankreich. Das deutsche Team lag weiter auf dem 6. Platz.
In der Women’s Trophy führte unverändert das australische Team vor den Mannschaften aus den USA und Kanada.
Die Clubwertung führte wie am Vortag Wellard vor Beta USA und Go Fasters. Das Team Germany 1/ADAC Westfalen verbesserte sich auf den 15. Platz.

### 3. Tag
Große Hitze über 30 °C sowie der Staub waren besondere Herausforderungen. Die Etappe führte streckenweise über feinen Wüstensand, der u. a. auch den Motoren zusetzte.
In der World-Trophy-Wertung führte das Team aus Frankreich vor den USA und Spanien. Das deutsche Team verbesserte sich auf den 4. Platz.
Die Junior-Trophy-Wertung führte das US-amerikanische Team vor Schweden und Frankreich an. Das deutsche Team lag weiter unverändert auf dem 6. Platz.
In der Women’s Trophy führte das australische Team vor den Mannschaften aus Kanada und den USA.
Die Clubwertung führte der MotoClub Pavia vor Club Argentina und San Rafeal Enduro Team an. Das Team Germany 1/ADAC Westfalen verbesserte sich auf den 7. Platz.

### 4. Tag
Die Tagesetappe führte über die Strecke des dritten Tages. Jedoch wurden nach den Erfahrungen vom Vortag noch vor Startbeginn Streckenteile über sandige und staublastige Abschnitte herausgenommen. Im Laufe des Tages wurde entschieden, die in der Reihenfolge letzte Sonderprüfung nicht fahren zu lassen.
Am Ende des vierten Fahrtags führte in der World-Trophy-Wertung weiter unverändert das Team aus Frankreich vor den USA und Spanien. Das deutsche Team lag auf Platz 4.
In der Junior-Trophy-Wertung führte das US-amerikanische Team vor Frankreich und Schweden. Das deutsche Team lag verbesserte sich auf Platz 5.
In der Women’s Trophy lag unverändert das australische Team vor den Mannschaften aus Kanada und den USA.
Die Clubwertung führte der MotoClub Pavia vor Club Argentina und Los Rider Sanrafaelinos an. Das Team Germany 1/ADAC Westfalen verbesserte sich auf den 5. Platz.

### 5. Tag
Die Zwischenstände nach dem fünften Fahrtag: In der World-Trophy-Wertung führte weiter das Team aus Frankreich vor den USA und Spanien. Das deutsche Team lag weiter auf dem 4. Platz.
In der Junior Trophy führte das Team aus den USA vor Frankreich und Australien. Das deutsche Team lag weiter auf dem 5. Platz.
In der Women’s Trophy führte unverändert das australische Team vor den Mannschaften aus Kanada und den USA.
Die Clubwertung führte der MotoClub Pavia vor Club Argentina und Germany 1/ADAC Westfalen an.

### 6. Tag
Am letzten Tag wurde keine Etappe gefahren, es war lediglich das Abschluss-Motocross als letzte Sonderprüfung zu absolvieren.

## Endergebnisse

### World Trophy
| Platz | Team               | Zeit        |
| ----- | ------------------ | ----------- |
| 1.    | Frankreich         | 19:33:21,56 |
| 2.    | Vereinigte Staaten | 19:43:07,78 |
| 3.    | Spanien            | 20:28:47,28 |
| 4.    | Deutschland        | 20:38:56,28 |
| 5.    | Argentinien        | 28:14:19,62 |
| 6.    | Australien         | 39:01:22,42 |
| 7.    | Chile              | 39:30:53,76 |
| 8.    | Kanada             | 42:01:18,59 |
| 9.    | Belgien            | 44:54:42,27 |
| 10.   | Südafrika          | 52:18:28,81 |
| 11.   | Kolumbien          | 53:09:49,58 |
| 12.   | Uruguay            | 65:42:04,60 |

### Junior World Trophy
| Platz | Team               | Zeit        |
| ----- | ------------------ | ----------- |
| 1.    | Vereinigte Staaten | 12:03:43,65 |
| 2.    | Frankreich         | 12:05:25,72 |
| 3.    | Australien         | 12:09:21,57 |
| 4.    | Deutschland        | 12:48:40,49 |
| 5.    | Argentinien        | 12:58:17,93 |
| 6.    | Schweden           | 14:57:39,36 |
| 7.    | Chile              | 20:05:43,36 |
| 8.    | Kanada             | 23:56:07,27 |
| 9.    | Südafrika          | 33:19:41,83 |
| 10.   | Kolumbien          | 36:32:50,74 |

### Women’s World Trophy
| Platz | Team               | Zeit        |
| ----- | ------------------ | ----------- |
| 1.    | Australien         | 9:14:52,68  |
| 2.    | Kanada             | 11:12:56,92 |
| 3.    | Vereinigte Staaten | 19:52:49.87 |

### Club Team Award
| Platz                      | Team                        | Zeit        |
| -------------------------- | --------------------------- | ----------- |
| 1.                         | MotoClub Pavia              | 13:49:41,84 |
| 2.                         | Club Argentina              | 14:00:08,80 |
| 3.                         | Los Rider Sanrafaelinos     | 15:40:39,91 |
| 4.                         | Germany 1/ADAC Westfalen    | 15:41:39,36 |
| 5.                         | SPE Enduro Team             | 15:44:23,96 |
| 6.                         | Navarro team                | 16:46:18,75 |
| 7.                         | Motoclub Trieste            | 17:04:25,12 |
| 8.                         | Team Komatsu Japan          | 17:56:06,57 |
| 9.                         | Rustik-Nielsen Expediciones | 18:46:57,15 |
| 10.                        | Wellard                     | 21:54:12,81 |
| 000{\displaystyle \vdots } |                             |             |
| 66.                        | KNMV/DMSB                   | 47:13:46,89 |
| 000{\displaystyle \vdots } |                             |             |
| 70.                        | Switzerland/Spain           | 49:03:29,63 |
| 000{\displaystyle \vdots } |                             |             |
| 77.                        | Germany 2                   | 54:00:00,00 |

### Manufacturer’s Team Award
| Platz | Team                | Zeit        |
| ----- | ------------------- | ----------- |
| 1.    | KTM 1               | 11:35:16,56 |
| 2.    | Husqvarna 1         | 11:40:17,64 |
| 3.    | KTM 3               | 11:51:25,04 |
| 4.    | KTM 2               | 11:56:10,40 |
| 5.    | KTM 4               | 12:03:43,65 |
| 6.    | KTM 5               | 12:09:20,41 |
| 7.    | Husqvarna 3         | 12:11:42,07 |
| 8.    | Husqvarna 5         | 12:45:13,19 |
| 9.    | Husqvarna 4         | 13:01:18,59 |
| 10.   | Sherco 2            | 13:34:58,70 |
| 11.   | Sherco 1            | 21:41:53,25 |
| 12.   | Honda International | 21:54:39,68 |
| 13.   | Husqvarna 7         | 24:27:19,30 |
| 14.   | Husqvarna 6         | 33:04:26,70 |
| 15.   | Yamaha Australia    | 35:36:45,60 |
| 16.   | Husqvarna 2         | 35:39:56,61 |

### Einzelwertung
| Klasse | Starter | Gold | Silber | Bronze | ohne Medaille | Ausfall/Disqualifikation | Klassensieger (Motorrad)           | Zeit       |
| ------ | ------- | ---- | ------ | ------ | ------------- | ------------------------ | ---------------------------------- | ---------- |
| E1 (a) | 32      | 8    | 9      | 3      |               | 12                       | Christophe Nambotin (KTM)          | 3:52:35,66 |
| E2 (b) | 55      | 19   | 9      | 4      |               | 23                       | Pierre-Alexandre Renet (Husqvarna) | 3:46:30,54 |
| E3 (c) | 22      | 8    | 5      | 3      |               | 6                        | Toby Price (KTM)                   | 3:47:15,83 |
| EW (d) | 9       | 2    | 2      | 2      | 0             | 3                        | Jessica Gardiner (Sherco)          | 4:35:13,67 |
| C1 (a) | 46      | 3    | 9      | 15     | 2             | 17                       | Nicolo Bruschi (Honda)             | 4:09:15,49 |
| C2 (b) | 116     | 6    | 10     | 23     | 8             | 69                       | Gary Sutherlin (KTM)               | 4:03:31,61 |
| C3 (c) | 69      | 5    | 7      | 13     | 6             | 38                       | Cory Buttrick (Beta)               | 4:26:03,32 |
| Gesamt | 349     | 51   | 51     | 63     | 16            | 168                      |                                    |            |

Die „Watling-Trophy“ für eine besondere Leistung ging an das deutsche Team.

## Teilnehmer
| Staat              | World Trophy Team | Junior Trophy Team                                                                                   | Women´s Trophy Team                                               | Club-Teams |
| ------------------ | --- | --- | ----------------------------------------------------------------- | --- |
| Argentinien        | Luciano Benavides (KTM) Franco Caimi (KTM) Stefano Caimi (KTM) Juan Davila (KTM) Nicolas Giustozzi (KTM) Kevin Benavides (KTM)                                 | Martin Mercado (KTM) Juan Zunino (KTM) Nicolas Kutulas (KTM) Augustin Maldonado (KTM)                |                                                                   | 100% Enduro Team 9 De Julio Team Adict Enduro Team Ancestral San Juan Atuel Motos Axo Beta Team Betta Racing Tierra Del Fuego Calafate Monkey Team Club Argentina Cordillerano Enduro Team Enduro Tucuman Team Gendarmeria Nacional Los Del Este Enduro Team Los Huarpes Los Martes Los Puede Faiar Los Rider Sanrafaelinos Malargue Mendoza One Team Moto Extremo Navarro team Overtech Racing RSV Team Rustik-Nielsen Expediciones San Juan Enduro Team San Rafael Enduro Team Scrub Enduro Team Scrub Racing Sicer ARG Sicer Norte Sicer Sur SNJ Racing Team SPE Enduro Team TDF Racing Team The Doctors Tucuman Dakar |
| Australien         | Jarrod Bewley (Husqvarna) Daniel Milner (Yamaha) Joshua Green (Yamaha) Matthew Phillips (KTM) Toby Price (KTM) Joshua Strang (Yamaha)                          | Scott Keegan (Husqvarna) Thomas McCormack (Yamaha) Daniel Sanders (KTM) Lachlan Stanford (Husqvarna) | Jessica Gardiner (Sherco) Tayla Jones (KTM) Jemma Wilson (Yamaha) | |
| Belgien            | Cedric Cremer (KTM) Jerome Martiny (GasGas) Mikael Despotin (Husaberg) Jeremie Fraselle (KTM) Wim Vanderheyden (Husqvarna) Pierre Schmits (KTM)                | |                                                                   | |
| Bolivien           | | |                                                                   | Colombia/Bolivia (2 Fahrer) (i) |
| Brasilien          | | |                                                                   | Cariocas/CHL (2 Fahrer) (h) Cariocas racingTeam Top Brasil Tudao Racing Team |
| Chile              | Francisco Guzman (KTM) Ramon Bravo (Honda) Juan Quiroz () Juan-Pablo Jara (Kawasaki) Jorge Diez (Honda) Javier Garate (Yamaha)                                 | Diego Rojas (Yamaha) Benjamin Herrera (Moto TM) Esteban Lanz (Yamaha) Alonso Marin (KTM)             |                                                                   | Andes Racing Cariocas/CHL (2 Fahrer) (h) Chile 2 Chile 4 Club Enduro Copiapo Los Majodi Mimoto SAXZ Racing TM Racing-Chile Solo Moto |
| Deutschland        | Marcus Kehr (Sherco) Edward Hübner (KTM) Dennis Schröter (Husqvarna) Derrick Görner (Husqvarna) Marco Neubert (Yamaha) Nick Emmrich (Husqvarna)                | Davide von Zitzewitz (KTM) Bruno Wächtler (KTM) Tilman Krause (Beta) Pascal Springmann (Beta)        |                                                                   | Germany 1/ADAC Westfalen KNMV/DMSB (1 Fahrer) (e) |
| Finnland           | | |                                                                   | Club Dynaset Offroad Areena |
| Frankreich         | Marc Bourgeois (Yamaha) Christophe Nambotin (KTM) Pierre-Alexandre Renet (Husqvarna) Jeremy Tarroux (Sherco) Anthony Boissiere (Sherco) Fabien Planet (Sherco) | Anthony Geslin (Yamaha) Theo Bazerque (Sherco) Loic Larrieu (Husqvarna) Jeremy Carpentier (Honda)    |                                                                   | Team Cantal Isde Team Desjouis |
| Griechenland       | | |                                                                   | EnC Racing CZ Junior (2 Fahrer) (g) |
| Italien            | | |                                                                   | MotoClub Pavia Motoclub Trieste P. Pasqualetto Valdobbiadene Scuderia Dolomiti |
| Japan              | | |                                                                   | Team Igubears Japan Team Komatsu Japan |
| Kanada             | Nathan Bles (Beta RR) Philippe Chaine (KTM) Robert Reed (KTM) Clinton Riviere (Husaberg) Jared Stock (Yamaha)                                                  | Matthew Coonfer (Husqvarna) Avery Turner (KTM) Ryan Lindermann (Husqvarna) Ty McKenna (KTM)          | Victoria Hett (KTM) Felicia Robichaud (KTM) Shelby Turner (KTM)   | Triple S |
| Kolumbien          | Francisco Alvarez (Husqvarna) Felipe Paez (KTM) Santiago Isaza (Husqvarna) Santiago Bernal (KTM) Michael Freydell (KTM) Walter Lopez (Husqvarna)               | Nicolas Fuentes (KTM) Juan-Mario Villate (Husaberg) Juan Arango (KTM)                                |                                                                   | Colombia/Bolivia (1 Fahrer) (i) Jaguars Club |
| Mexiko             | | |                                                                   | Enduro Guadalajara Mexico |
| Niederlande        | | |                                                                   | KNMV/DMSB (2 Fahrer) (e) |
| Peru               | | |                                                                   | Team Peru |
| Schweden           | | Jesper Boerjesson (Husqvarna) Lars Lofgren (KTM) Kevin Olsen (Kawasaki) Oliver Nelson (KTM)          |                                                                   | |
| Schweiz            | | |                                                                   | Switzerland/Spain (2 Fahrer) (f) |
| Spanien            | Jaume Betriu (Husqvarna) Josep Garcia (Husqvarna) Lorenzo Santolino (Sherco) Victor Guerrero (KTM) Jonathan Barragan (Husqvarna) Iván Cervantes (KTM)          | |                                                                   | Switzerland/Spain (1 Fahrer) (f) |
| Südafrika          | Charan Moore (Yamaha) Albert Pos (KTM) Albertus de Wet (Husqvarna) Brett Swanepol (Yamaha) Marc Torlage (KTM)                                                  | Bradley Cox (KTM) Brendan Swanevelder (Husqvarna) Daniel van Zyl (KTM) Toni Jardine (Yamaha)         |                                                                   | |
| Tschechien         | | |                                                                   | EnC Racing CZ EnC Racing CZ Junior (1 Fahrer) (g) Gottbros Motosport Bozkov |
| Uruguay            | Ricardo Cavalli (KTM) Fernando Suarez (KTM) Matteo Hadjirallis (Husaberg) Santiago Alonzo (KTM) Laurent Lazard (KTM) Martin Decia (KTM)                        | |                                                                   | |
| Vereinigte Staaten | Michael Brown (Husqvarna) Thaddeus Duvall (Honda) Charlie Mullins (KTM) Zachary Osborne (Husqvarna) Taylor Robert (KTM) Kailub Russell (KTM)                   | Grant Baylor (KTM) Stuart Baylor (KTM) Trevor Bollinger (Honda) Justin Jones (KTM)                   | Sarah Baldwin (KTM) Rachel Gutish (KTM) Amanda Mustin (KTM)       | Beta USA Go Fasters Elizabeth Scott Missouri Mudders Tony Agonis Wellard |